# ŽOSウルートキ

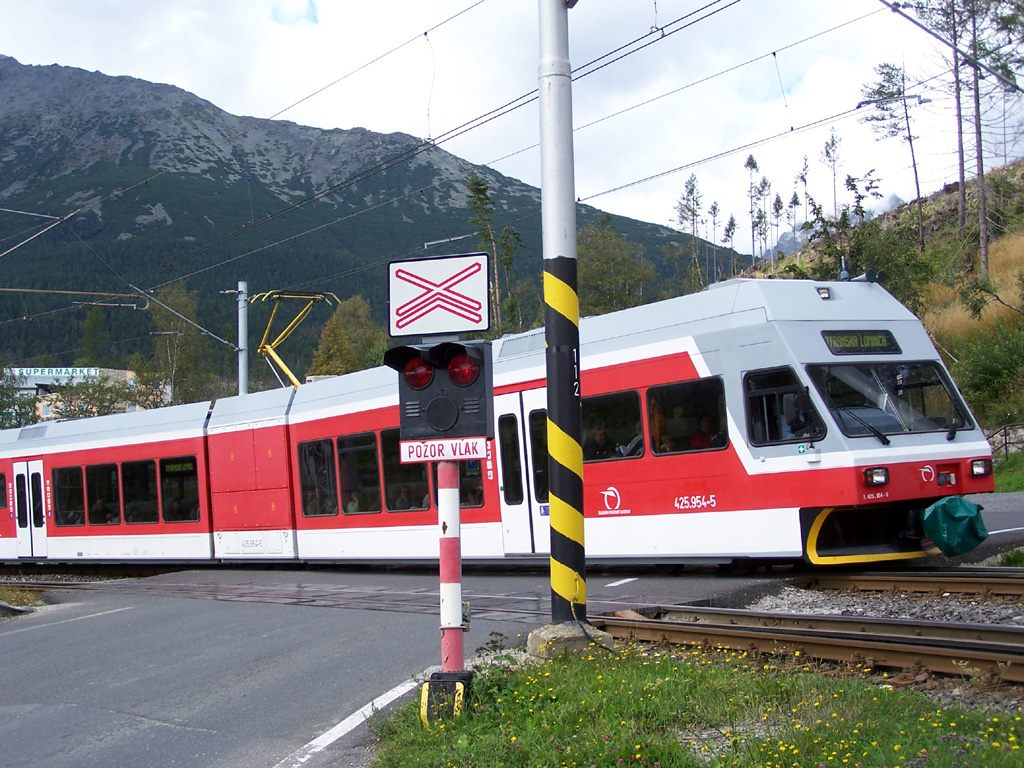
ZSSK425.95系電車

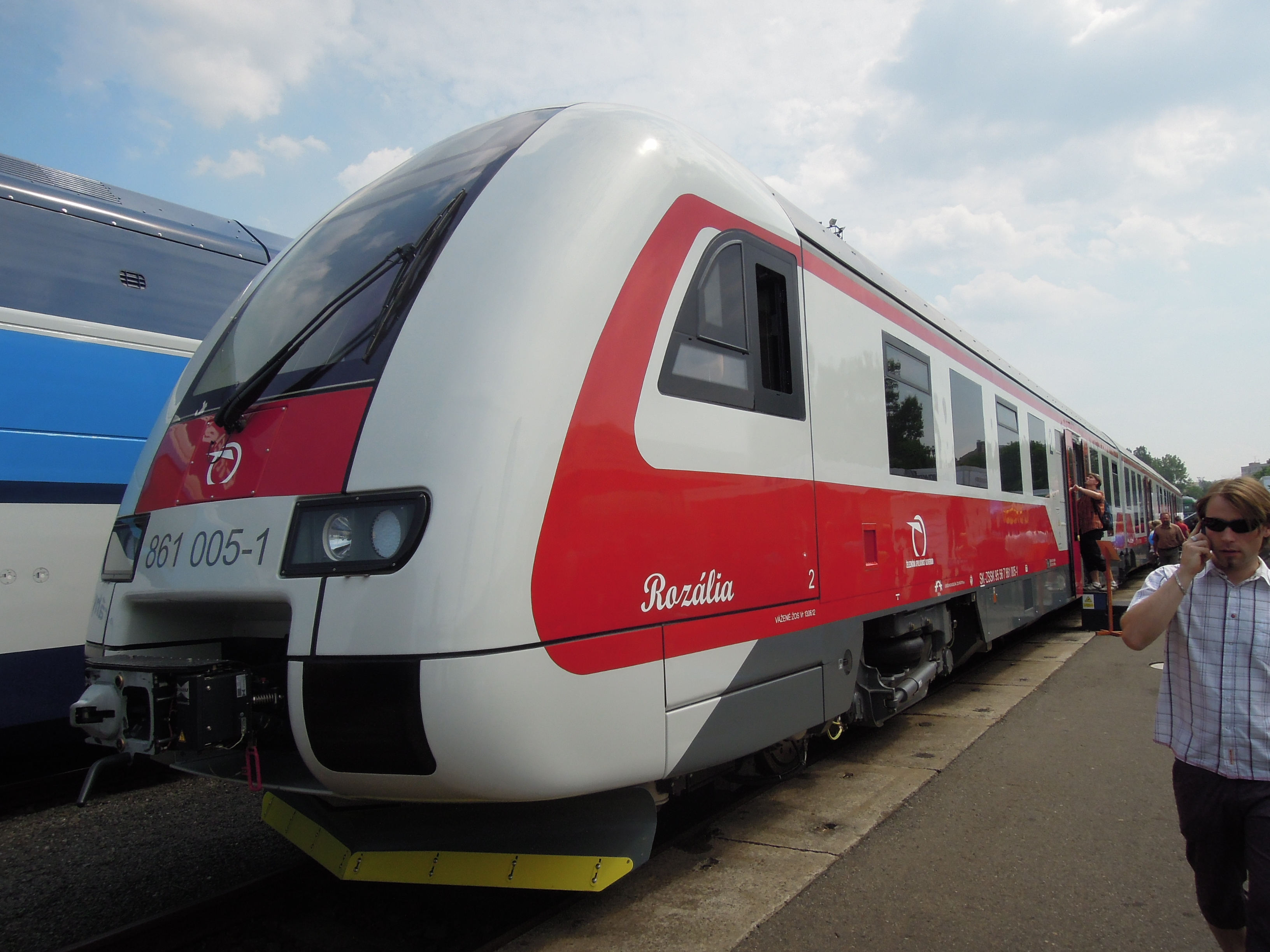
ZSSK861系ディーゼル動車

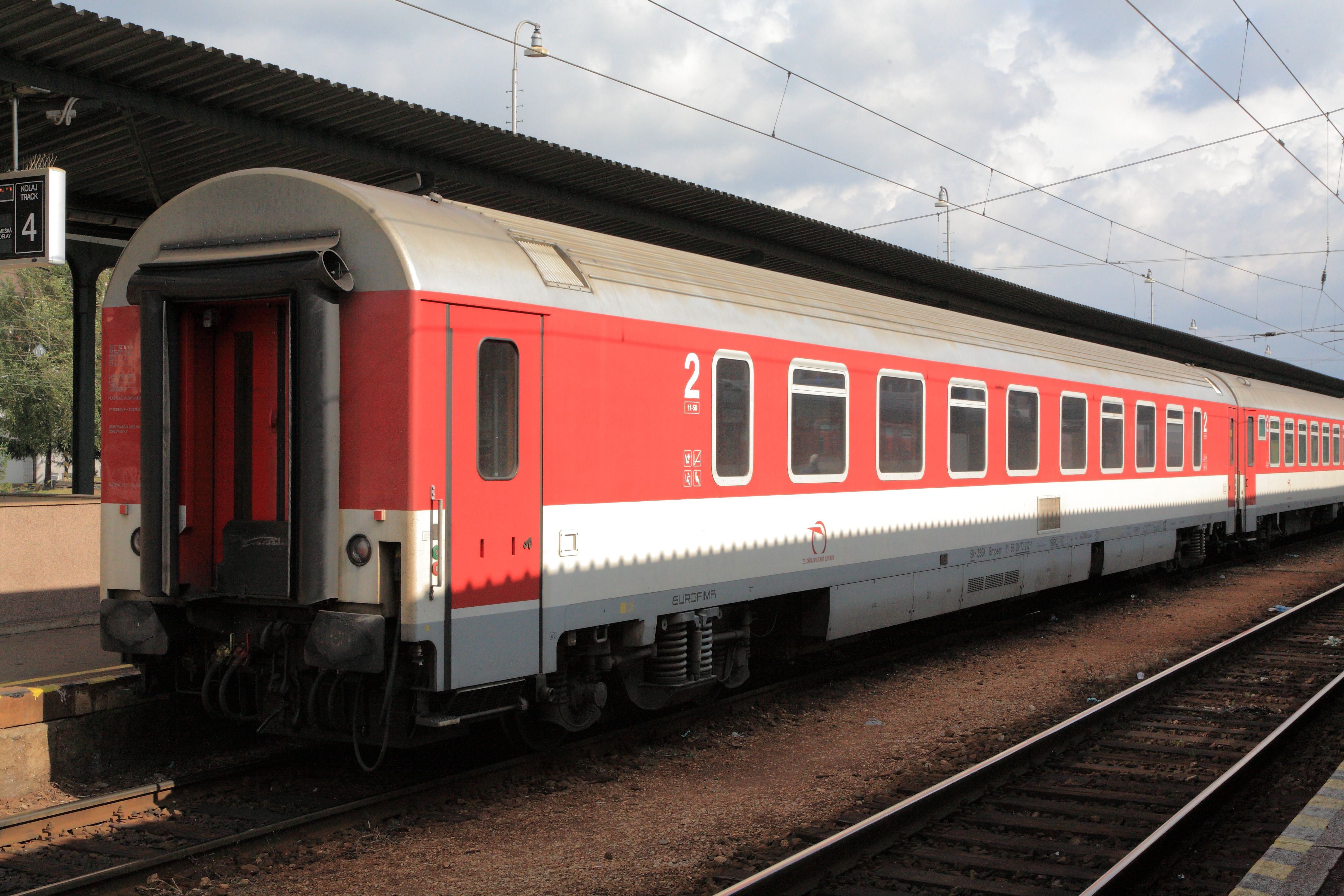
ZSSK Bdmpeer形高速用二等客車

ŽOSウルートキ株式会社（スロバキア語：ŽOS Vrútky, a.s.）は、スロバキア・ジリナ県マルチン郡ウルートキ市の大手鉄道車両製造企業である。

## 概要
スロバキア国鉄ウルートキ鉄道検修工機支社（Odštepný závod Železničné opravovne a strojárne Vrútky）を1994年9月30日に分離民営化して発足した。
国内最大の鉄道車両メーカーで、国鉄系鉄道事業者である鉄道企業体スロバキアを中心に高速用客車、近郊輸送用電車およびディーゼル動車の新製を手がけているほか、電気機関車を中心に鉄道企業体スロバキアおよび鉄道企業体カーゴ・スロバキアの機関車、電車、客車の検修を手がけている。
2000年以降、積極的に鉄道車両の国産化に取り組み、スロバキア国鉄425.95系電車（2000年製造初年）、鉄道企業体840系ディーゼル動車（2003年製造初年）ではスタッドラー（スイス）、ダイムラークライスラー・レールシステム（アドトランツ、ドイツ）および同社を買収したボンバルディアトランスポーテーション（ドイツ）との共同企業体で製造を受注。2011年製造開始の鉄道企業体スロバキア861系ディーゼル動車では、気動車の純国産化を果たした。また、老朽客車の置換用として鉄道企業体スロバキアが増備を続けているインターシティなどの高速用客車の新製も行っている。

## 歴史
ハンガリー国営鉄道時代の1874年に開設された蒸気機関車および客貨車の検修工場を前身とする。のちチェコスロバキア国鉄ウルートキ鉄道工場となり、1960年1月には蒸気機関車の検修業務を終了して電気機関車の検修工場となった。1980年代にかけて施設増強と近代化が推進された。1987年の鉄道検修工機事業分離ではズヴォレン、トルナヴァとともにスロバキア域内の3鉄道検修工機支社の1社として独立採算制に移行した。